# Patty Duke
Anna Marie "Patty" Duke (født 14. december 1946, død 29. marts 2016) var en amerikansk teater-, tv- og filmskuespiller.

## Biografi
Patty Duke blev professionel skuespiller allerede som syv-årig. I 1959 havde hun stor succes på Broadway som den blinde og døve unge Helen Keller i skuespillet Helen Kellers triumf. Hun gentog succesen i filmatiseringen i 1962 og vandt en for Oscar for bedste kvindelige birolle, kun 15 år gammel, og blev dermed den yngste skuespiller hidtil, der havde vundet denne pris (Tatum O'Neal slog denne rekord i 1974 i alder af 12).
Hun havde store vanskeligheder at tilpasse sig voksne, modne roller og medvirkede for det meste i tv-film, ofte under navnet Patty Duke Astin. Hun var også formand for Screen Actors Guild fra 1985 til 1988.

## Privatliv
Duke havde et stormfuldt privatliv og blev diagnosticeret af læger som bipolar. Hun var gift fire gange og fik tre børn. I 1972-1985 var hun gift med skuespilleren John Astin og fik med ham sønnen Sean Astin, der er kendt som skuespiller i blandt andet Ringenes Herre-filmserien.

## Filmografi
- 1959 – 4D Man
- 1962 – Helen Kellers triumf
- 1963–1966 – The Patty Duke Show (TV-serie) (105 afsnit)
- 1967 – Dukkernes dal
- 1969 –  Me, Natalie
- 1976 – Look What's Happened to Rosemary's Baby
- 1978 – Swarm
- 1986 – Willy/Milly
- 1989 – Amityville: The Evil Escapes
- 1992 – Prelude to a Kiss
- 2005 – Bigger Than the Sky
- 2008 – The Four Children of Tander Welch
- 2012 – Amazing Love
- 2013 – Glee (TV-serie) (et afsnit)
- 2015 – Liv and Maddie (TV-serie) (et afsnit)